# Bovik, Åland
Bovik är en by i Hammarlands kommun på Åland. 
Byn är känd för sin allmänna badstrand. Sommartid hålls där simskola. I byn finns en festplats som är mycket populär för bland annat firandet av midsommar. I byn finns en hel del sommarstugor. 
Fiske är något som lockar många till Bovik. Vid stranden vid sjöbodarna finns en ramp för att kunna lägga i och ta upp båtar.
Geografin kännetecknas av skog, ängar, åkermark och stränder.